# Svetlana Pospelova
Svetlana Pospelova (Rusia, 24 de diciembre de 1979) es una atleta rusa, especialista en la prueba de 4x400 m, en la que ha logrado ser campeona mundial en 2005.

## Carrera deportiva
En el Mundial de Helsinki 2005 ganó la medalla de oro en la misma prueba, con un tiempo de 3:20.95 segundos, por delante de Jamaica y Reino Unido, y siendo sus compañeras de equipo: Yuliya Pechonkina, Olesya Krasnomovets y Natalya Antyukh.